# Ivan Charota
Ivan Alexeyevich Charota (en bielorruso: Іван Аляксеевіч Чарота; Lishchiky, 16 de septiembre de 1952 - 7 de noviembre de 2024) fue un crítico literario bielorruso, eslavista, crítico, historiador de cultura, traductor, personaje público. Charota es  doctor de las ciencias filológicas (1998) y profesor (1999). Es laureado del premio de la República Bielorrusa “Por el avivamiento espiritual” (2003). También, es miembro extranjero de la Academia de las Artes y de las Ciencias de Serbia (2009). Es miembro de la Asociación de Escritores de Bielorrusia, de la Asociación de Escritores de Rusia y de la Asociación de Escritores de Serbia.

## Biografía
Nació el 16 de septiembre de 1952 en el pueblo Lishchiky, en la región de Kobrin, en la provincia de Brest de Bielorrusia Soviética. 
Desde 1969 hasta 1974 estudió en la Cátedra de la lengua y literatura rusa en la Facultad de filología de la Universidad Nacional de Bielorrusia. Cuando terminó los estudios, trabajó durante tres años como profesor en la escuela secundaria de Pallaskishk, en la región de Vornov, en la provincia Grodno. En 1977, la Universidad Nacional de Bielorrusia lo contrató como profesor – profesor titular, profesor adjunto, y después de su tesis doctoral defendida (sus estudios duraron desde 1991 hasta 1994), llegó a ser el jefe de la recién formada Cátedra de los estudios eslavos (la literatura eslovena). Su disertación del candidato “Творчество М. А. Шолохова и литературный процесс Югославии (1956-1968)”, la defendió en el Instituto de Leningrado en 1986 y su tesis doctoral “Беларуская літаратура ХХ стагоддзя і працэсы нацыянальнага самавызначэння“ la defendió en la Universidad Nacional de Bielorrusia en Minsk en 1998.

## Trabajos científicos y libros
Sus intereses científicos, Ivan Charota los dirigió principalmente a la literatura y las culturas de los pueblos eslovenos. Investigando sus conexiones genéticas, tipológicas y concretas, se hizo liderato “yugoelsavista” de Bielorrusia, especialista altamente autoritario en el campo de la literatura comparada y culturología, autor sobre 600 trabajos científicos, entre los cuales destacan los siguientes libros: «Беларуская савецкая літаратура за мяжой» (Мінск, 1988 – у сааўтарстве), «Пошук спрадвечнай існасці: Беларуская літаратура ХХ стагоддзя ў працэсах нацыянальнага самавызначэння»  (Мінск, 1995), «Сербская Праваслаўная Царква» (Мінск, 1998), «Беларуская мова і Царква» (Мінск, 2000), «Косовская битва продолжается» (Мінск, 2000), «Антологиjа белоруске поезиjе», (Београд: 1993; 2-е выданне – 2012), «Югаславянскія казкі» (Мінск, 1999), «Антологиjа лирике источних Словена” (Београд, 2000), «Насустрач Духу. Анталогія беларускай хрысціянскай паэзіі» (Мінск, 2001), «Насустрач Духу. Анталогія беларускай хрысціянскай прозы» (Мінск, 2002), «Слово и Дух. Антология русской духовной поезии ХХ –ХХ вв.» (Минск, 2003, 2005, 2010), “Ні на небе, ні на зямлі.Казкі славянскіх народаў” (2013),  «Српска књижевност. Антологија текстова. Књ.І -V» (Мінск, 2002-2007 –  на сербскай мове), “Тэорыя і практыка мастацкага перакладу” (Мінск, 2012), “Испод крила роде. Антологиjа савремене белоруске поезиjе” (Подгорица, 2014),  “Беларусы пра Сербію-Югаславію” (Мінск, 2015, « Белорусија и Србија: Трагом узајамног упознавања и деловања“(Шабац, 2016).

## Esfera metodológico-científica
El profesor Charota es miembro de las 11 redacciones de las publicaciones periódicas (6 extranjeros), es el consejero científico de la Enciclopedia bielorrusa, el secretario de la Comisión bíblica del Exzarhata bielorruso de la Iglesia ortodoxa rusa y el editor ejecutivo de la revista “Ortodoxia” (Праваслаўе).
En la esfera metodológico-científica, el profesor ha recopilado los siguientes manuales: «Советская литература в связях и взаимодействиях: Начала сравнительного и системного анализа» (Мінск, 1989), «Мастацкі пераклад на беларускую мову : Асновы тэорыі і практычныя рэкамендацыі» (Мінск, 1997), «Югаславянскія літаратуры і культуры» (Мінск, 1999 – у сааўтарстве), Праграма «Гісторыя славянскіх літаратур» (2000), «Гісторыя сербскай літаратуры. Практыкум» (2007).

## Trabajo de traducción
Es miembro de la Asociación de Escritores de la Unión de Repúblicas Socialistas Soviéticas (es decir, de la Asociación de Escritores de Bielorrusia), igual que de Serbia y Rusia; aparece activamente en la prensa como crítico literario, crítico, ensayista, publicista. Más de veinticinco años está en la frente del departamento de la traducción artística y las relaciones literarias de la Asociación de Escritores de Bielorrusia, se dedica a la traducción del serbio, croata, esloveno, macedonio, polaca y otras lenguas al bielorruso y ruso, también la traducción del bielorruso y ruso al serbio. Sus logros son: más de 1200 traducciones impresas, incluyendo más de 70 ediciones literarias, entre los cuales son las obras de los escritores famosos como son: el patriarca Pablo de Serbia, Nikolaj Velimirović, Justin Popović, Marko Marković, Tadej Štrbulović, Ivo Andrić, Branislav Nušić, Rade Drainac, Dobrica Ćosić, Nevena Vitošević Ćeklić, Zoran Gavrilović, Mira Radojević, Ljubodrag Dimić, Momir Lazić, Dragan Lakićević, Dragoslav Mihailović, Grozdana Olujić, Goran Petrović, Ljiljana Habjanović Đurović, Beno Zupančič, Prežihov Voranc, Josip Jurčič, Drago Jančar y otros. Es el fundador, autor y traductor de la serie “Сербскае багаслоўе ХХ стагоддзя” dentro de la cual ya han salido más de cuarenta libros. Colección de cuentos populares serbios, la que el profesor Charota tradujo al bielorruso “Мовы ўсяго жывога: Сербскія народныя казкі“ (Мінск: Мастацкая літаратура, 2007), fue proclamada como el libro más bonito en Bielorrusia en el campo de traducción en el año 2008 y fue galardonada con un Premio Nacional.
Es uno de los fundadores del “Comité de apoyo a los serbios y montenegrinos” y la organización pública “Bielorrusia – la hermana de Serbia”, el vicepresidente ejecutivo de la asociación “Bielorrusia – Yugoslavia” y el presidente de la asociación “Bielorrusia – Serbia y Montenegro”.

## Premios
- Premio de la República Bielorrusia “Por el avivamiento espiritual” (2003)
- Premio Internacional del nombre K. Ostroški (Polonia, 1999)
- Premio Internacional del nombre Fiódor Dostoievski (Serbia, 2007) (entregada en 2012)
- Premio de la Asociación de Escritores de Serbia (2000)
- Premio de la revista “Reality” (Belgrado, 2000, 2006)
- Premio Internacional de Literatura Ortodoxa “La Virgen de las Tres Manos” (la fundación serbia de Ivanka Milošević – Chicago, EE. UU. 2011)
- Premio Internacional literario del nombre Rade Drainac (Serbia, 2014)
- Premio Internacional de la Fundación Karić (Serbia, 2014)
- Medalla de Вялебны Сергій Раданежскі del tercer grado (la Iglesia ortodoxa rusa, 2002)
- Medalla conmemorativa de la Asociación de Escritores eslovacos (2003)
- Medalla del Santo Sava del tercer grado (2004)
- Signo de oro de la Comunidad educativa-cultural de Serbia (2008)
- Medalla del Santo Кірыл Тураўскі del segundo grado (la Iglesia ortodoxa bielorrusa, 2012)
- Medalla de plata “Por los méritos” (Serbia, 2014)
- Medalla Александр Пушкин (la Federación rusa, 2015)[7]
- Premio de la República Bielorrusia “Por el avivamiento espiritual” (2019)[8]